# Pithecellobium pistaciifolium
Pithecellobium pistaciifolium är en ärtväxtart som beskrevs av Paul Carpenter Standley. Pithecellobium pistaciifolium ingår i släktet Pithecellobium och familjen ärtväxter. Inga underarter finns listade i Catalogue of Life.